# Montigny-sous-Marle
Montigny-sous-Marle ist eine französische Gemeinde mit 70 Einwohnern (Stand 1. Januar 2022) im Département Aisne in der Region Hauts-de-France. Sie gehört zum Arrondissement Laon, zum Kanton Marle und zum Gemeindeverband Pays de la Serre.

## Lage
Die Gemeinde Montigny-sous-Marle liegt in der Landschaft Thiérache kurz vor der Mündung des Vilpion in die Serre, 27 Kilometer nordnordöstlich von Laon. Umgeben ist Montigny-sous-Marle von den Nachbargemeinden Rogny im Nordosten, Cilly im Osten, La Neuville-Bosmont im Südosten und Süden, Autremencourt im Südwesten, Marle im Westen sowie Thiernu im Nordwesten.

## Bevölkerungsentwicklung
| Jahr                       | 1962 | 1968 | 1975 | 1982 | 1990 | 1999 | 2006 | 2013 | 2022 |
| Einwohner                  | 144  | 135  | 102  | 99   | 77   | 62   | 69   | 62   | 70   |
| Quellen: Cassini und INSEE |      |      |      |      |      |      |      |      |      |

## Sehenswürdigkeiten
- Wehrkirche Saint-Georges aus dem 14. Jahrhundert
- Kapelle Sainte-Anne

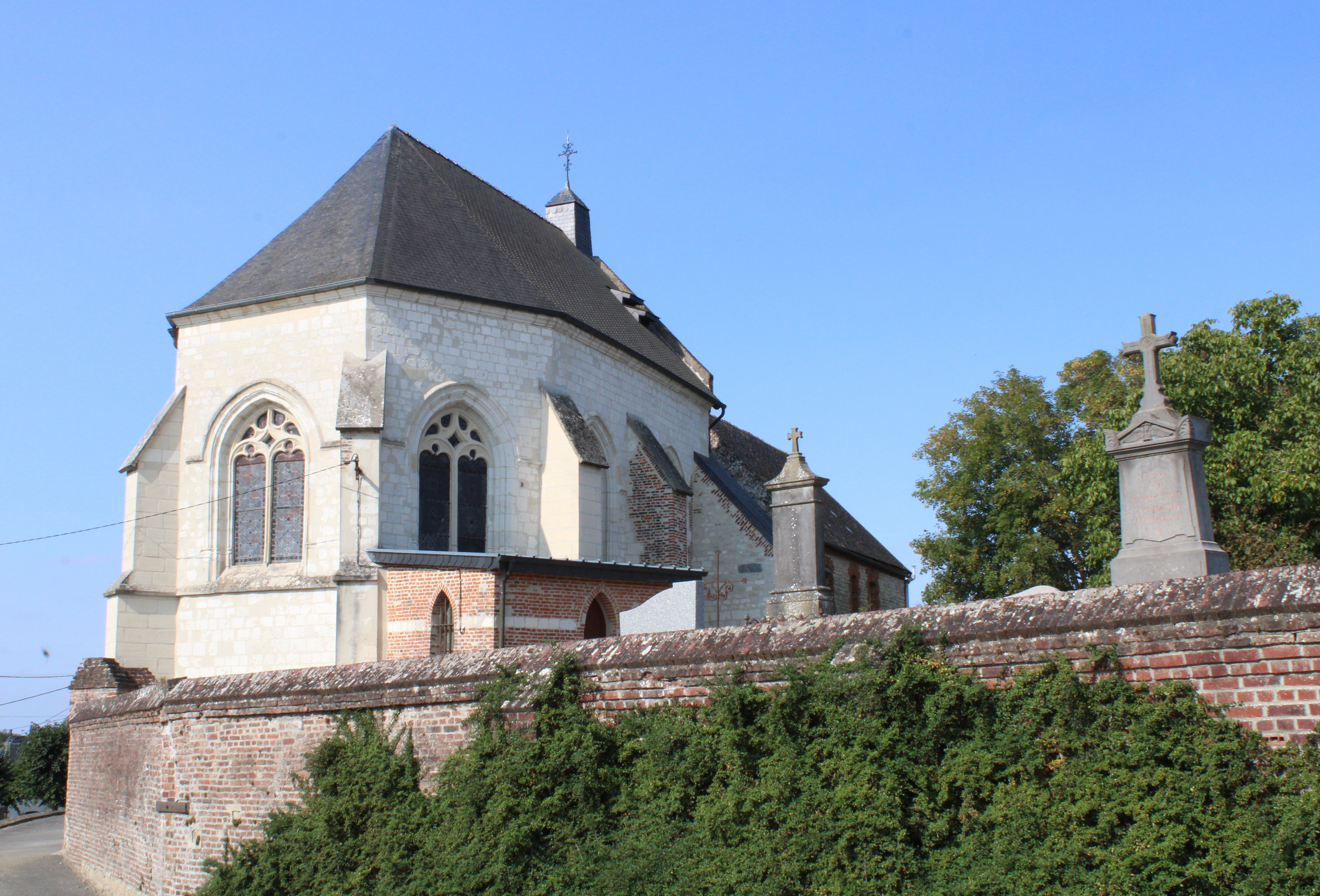
Kirche Saint-Georges
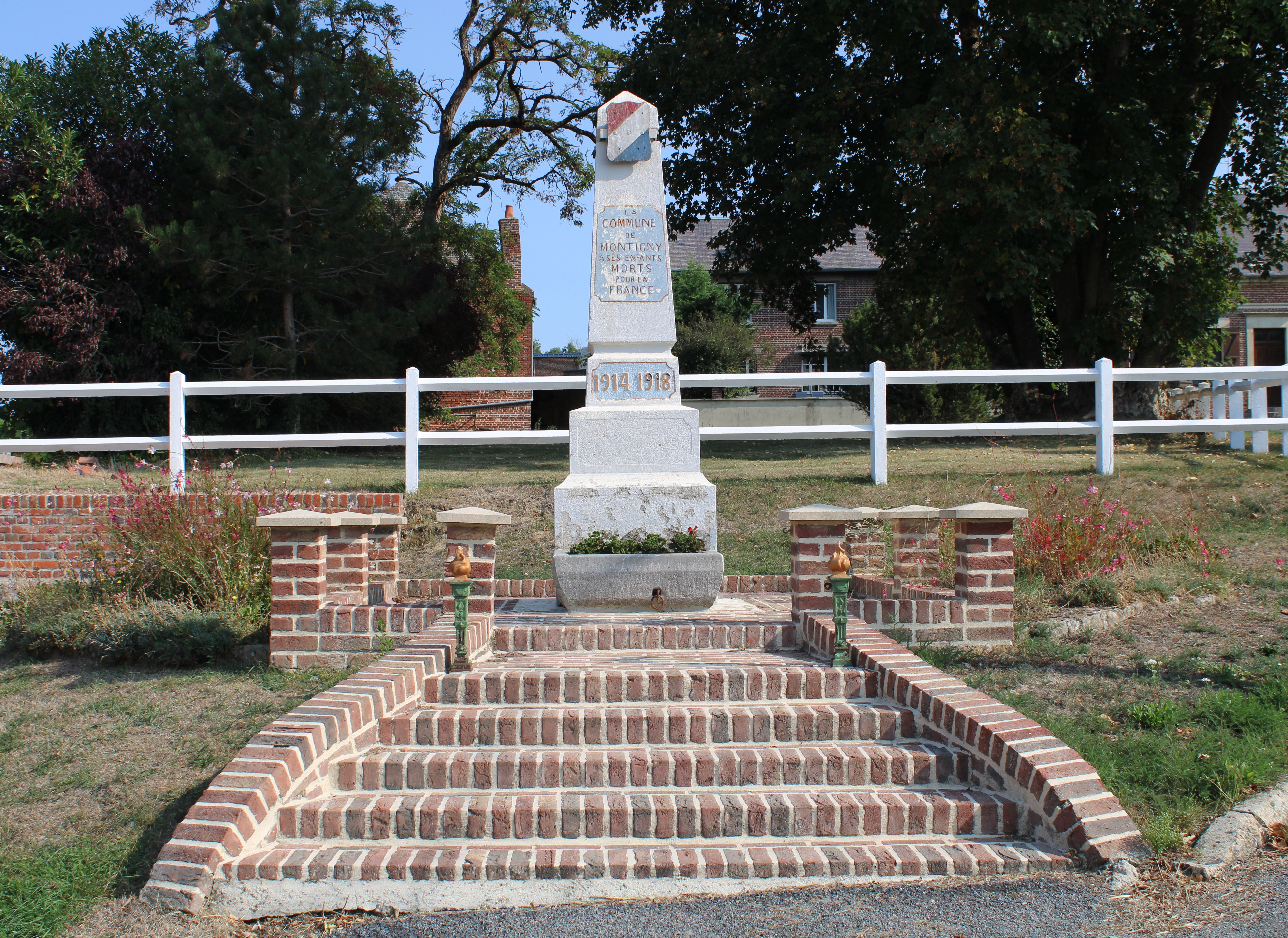
Gefallenendenkmal